# Platymetopius pardalis
Platymetopius pardalis är en insektsart som beskrevs av Alexander Fyodorovich Emeljanov 1964. Platymetopius pardalis ingår i släktet Platymetopius och familjen dvärgstritar. Inga underarter finns listade i Catalogue of Life.